# Saving Face
Saving Face ist eine US-amerikanische Filmkomödie aus dem Jahr 2004. Regie führte Alice Wu, die auch das Drehbuch schrieb.

## Handlung
Die 29-jährige chinesischstämmige New Yorkerin Wilhelmina (Wil) Pang ist ledig und arbeitet als Ärztin. Ihre Familie macht Druck auf sie, dass sie heiraten soll. Wil lernt Vivian Shing kennen, deren Vater Chef des Krankenhauses ist, an dem sie arbeitet. Die Frauen kommen sich näher und beginnen eine  Liebesbeziehung. Wil hält dies jedoch vor ihrem Umfeld geheim.
Wils alleinstehende Mutter Hwei-Lan Gao wird unerwartet schwanger, womit sie ihre Familie überrascht. Sie weigert sich, den Vater des Kindes zu nennen. Ihr Vater wirft sie aus der Wohnung, worauf sie bei Wil einzieht. Wil sucht einen gleichaltrigen chinesischstämmigen Ehemann für sie. Sie findet in der Person von Stimson Cho einen scheinbar geeigneten Kandidaten, gibt jedoch ihren Plan auf, als sie feststellt, dass ihre Mutter einen anderen, deutlich jüngeren Mann liebt.
Zu ihrer Beziehung mit Vivian mag Wil nach wie vor nicht öffentlich stehen. Sie wird von der enttäuschten Vivian verlassen, die sich entschließt, ihren Traumjob in Paris anzunehmen. Wils Mutter setzt sich für die Versöhnung des Paares ein, worauf Wil nach einiger Zeit ihre Geliebte schließlich auf einer Party endlich öffentlich küsst.

## Hintergrund
Alice Wu widmete mehrere Jahre der Vorbereitung des Filmprojekts, das sie selbst als persönlich bezeichnete. Sie hatte Zweifel gehabt, ob sie selbst die Regie übernehmen sollte.
Der Film wurde in New York City gedreht. Seine Weltpremiere fand am 12. September 2004 auf dem Toronto International Film Festival statt, dem im Januar 2005 das Sundance Film Festival und später weitere Filmfestivals folgten. Der Film spielte in den ausgewählten Kinos der USA ca. 1,19 Millionen US-Dollar ein. In Deutschland wurde er im Mai 2006 direkt auf DVD veröffentlicht.

## Kritiken
David Rooney schrieb in der Zeitschrift Variety, die warmherzige romantische Komödie biete ansprechende Charaktere und amüsante Situationen, die über dem Energiemangel überhandnehmen würden. Sie baue erfolgreich eine „zerbrechliche Brücke“ zwischen den traditionellen Werten und dem unabhängigen Geist. Einige Wendungen seien vorhersehbar, doch zum Schluss sei der Film zufriedenstellend.
Das Lexikon des internationalen Films schrieb, der Film sei eine „stilsicher inszenierte, überzeugend gespielte Komödie“. Er schlage „leise Töne“ an und erinnere an Das Hochzeitsbankett von Ang Lee aus dem Jahr 1992. Der Film jongliere „geschickt“ „mit Problemen, die die Chinesen der ersten und zweiten Generation untereinander haben“, stelle „Traditionen neben Anpassung“ und werbe „für Verständnis für Amerikaner chinesischer Abstammung, die sich ihren Wurzeln verpflichtet fühlen“.

## Auszeichnungen
Alice Wu wurde im Jahr 2005 als Regisseurin für den Gotham Award nominiert. Der Film erhielt 2005 den Zuschauerpreis des Golden Horse Film Festivals, Michelle Krusiec wurde für den Golden Horse Award nominiert. Der Film wurde 2006 für den GLAAD Media Award nominiert.

## Ergebnis
Der Film wurde mit einem Budget von 2,5 Mio. UD$ gedreht und spielte am Eröffnungswochenende in sechs US-Kinos $75.104 ein und kam in den Vereinigten Staaten in 56 Kinos auf ein Gesamteinspielergebnis von $1.187.266. Weitere $49.252 aus Erlösen im Vereinigten Königreich addieren sich zum Gesamtergebnis von weltweit $1,236,518.